# 德国国家工程院
德国国家工程院 (德语：Deutsche Akademie der Technikwissenschaften e.V.，简称acatech），是德国工程技术界的最高荣誉性、咨询性学术机构。
德国国家工程院对重要工程科学与技术问题开展战略研究，为国家和社会提供政策咨询，致力于促进工程科学技术事业的发展。此外，acatech是国际工程与技术科学院理事会（CAETS （页面存档备份，存于））以及欧洲应用科学与工程理事会 （Euro-CASE （页面存档备份，存于））成员。

## 历史
19世纪末的德国，工程学在第二次工业革命浪潮的推动下飞速发展，而成立工程学代表机构的构想也应运而生。著名机械工程师Alois Riedler （页面存档备份，存于）曾于1899年公开提议建立国家工程院。尽管该提案得到了德意志皇帝威廉二世的支持，但由于工程学在当时被普遍认为是应用技术而非科学，得不到传统科学界的认同，建院计划最终在长达数年的以工程学定位为中心的学界争论中不了了之。在此后的近一个世纪的时间里，瑞典、美国、英国和瑞士等国相继成立了国家工程院，而德国直到20世纪末才将建立工程学代表机构的事宜重新提上日程。
1997年11月21日，由柏林-勃兰登堡科学院和北莱茵－威斯特法伦科学院发起成立的工程学集会工作组会议在柏林召开。工程学集会的近50位初始成员大多来自工程学各分支、自然科学以及经济学。
2001年4月，同属德国科学院联盟的7个州立科学院共同决定在原有工程学集会的基础上建立一个新的机构，以便集中管理所有工程学相关的活动。2002年2月15日，德国科学院联盟下属工程学集会（德语：Konvent für Technikwissenschaften der Union der deutschen Akademien der Wissenschaften e.V.）正式成立，并被命名为acatech。其名称由德语中“科学院”一词（Akademie）与“科技”一次（Technik）的首段字母组合而成。
2007年4月23日，德国联邦政府与联邦州教育科研政策委员会（德语：Bund-Länder-Kommission für Bildungsplanung und Forschungsförderung， 简称BLK）向联邦政府以及各州政府首脑发出建议，提议将德国科学院联盟下属工程学集会正式纳入联邦政府与联邦州的科研资助体系。在建议理由中BLK强调，工程学是现代科学不可或缺的重要分支。
2008年1月1日，德国科学院联盟下属工程学集会更名为德国国家工程院 （德语：acatech – Deutsche Akademie der Technikwissenschaften）.

## 院士
截止至2021年3月，德国国家工程院共有院士603人。其中大多数是工程学教授和工业技术专家，但也不乏来自社会科学、自然科学和经济学等其他领域的学者。

## 网页链接
- 官方网站 （页面存档备份，存于）